# Thurman (Iowa)
Thurman – miasto w Stanach Zjednoczonych, w stanie Iowa, w hrabstwie Fremont. W 2000 liczyło 236 mieszkańców.